# Jennifer Stammler
Jennifer Stammler (* 12. Juni 1986 in Heppenheim) ist eine ehemalige deutsche Fußballspielerin.

## Karriere

### Vereine
Stammler stürmte in der Saison 2003/04 für den Karlsruher SC in der seinerzeit drittklassigen Oberliga Baden-Württemberg und gewann mit ihm die regionale Meisterschaft.
Zur Saison 2004/05 wurde sie vom 1. FFC Frankfurt verpflichtet, für den sie in Bundesliga sechs Punktspiele bestritt. Sie debütierte am 5. September 2005 (1. Spieltag) beim 2:1-Sieg im Auswärtsspiel gegen den FSV Frankfurt und gewann am Saisonende die Deutsche Meisterschaft.
In der Saison 2005/06 war sie für den VfR 07 Limburg in der Hessenliga aktiv, bevor sie zum RSV Germania Pfungstadt wechselte und dort fünf Spielzeiten lang, zuletzt und Aufstieg bedingt, in der drittklassigen Regionalliga Süd tätig war.
Danach – ihr Verein war abgestiegen – spielte sie von 2011 bis 2013 für die Frauenfußballabteilung des Halleschen FC in der Regionalliga Nordost. Danach folgten zwei Saisons für den Ligakonkurrenten SV Eintracht Leipzig-Süd, der die erste als Meister abschloss, jedoch aus wirtschaftlichen Gründen auf den Aufstieg in die 2. Bundesliga Nord zugunsten des 1. FC Union Berlin verzichtete.
Nachdem Stammler ihre Spielerkarriere am Saisonende 2014/15 für beendet erklärt hatte, kehrte sie im Oktober 2021 als Spielerin zurück – zum FC Phoenix Leipzig, für den sie am 17. Oktober, am sechsten Spieltag, bei der 0:3-Niederlage im Heimspiel gegen den 1. FFC Turbine Potsdam II ihr Pflichtspieldebüt gab.

### Nationalmannschaft
Stammler bestritt für die U17-Nationalmannschaft im Jahr 2003 vier Länderspiele und debütierte als Nationalspielerin am 8. März beim 1:1-Unentschieden gegen die US-amerikanische U16-Auswahl. Im zweiten Vergleich mit dieser Mannschaft wurde am 11. März ein 2:2-Unentschieden erzielt, in dem sie die deutsche Auswahl in der 16. Minute mit 1:0 in Führung geschossen hatte. Für die U19-Nationalmannschaft bestritt sie im Jahr 2004 drei Einsätze; eine Niederlage am 11. Mai, ein Sieg am 13. Mai jeweils gegen die Auswahl Kanadas und ein Remis am 30. Juni gegen die Auswahl Dänemarks.

## Erfolge
- Deutscher Meister 2005 (mit dem 1. FFC Frankfurt)
- Meister Regionalliga Nordost 2014 (mit dem SV Eintracht Leipzig-Süd)
- Meister Oberliga Baden-Württemberg 2004 (mit dem Karlsruher SC)